# Селянський хрестовий похід
Селянський хрестовий похід — початковий етап Першого хрестового походу, який тривав близько шести місяців, з квітня по жовтень 1096. Основу загонів складали простолюдини. Так зване «військо» було звичайним натовпом, який не мав ані навичок, ані озброєння. Очолювали загони єпископ Петро Ам'єнський (відомий також як Петро Пустельник) та французький лицар Вальтер Голота (інше ім'я — Вальтер Незаможний).
Вирушивши в квітні 1096 з Лотарингії до Єрусалиму, селяни по дорозі влаштовували єврейські погроми та грабували населення. В дорозі до них приєднувались різні декласовані елементи і розбійники. Хрестовий похід пройшов по Рейну через Німеччину, Угорщину і Болгарію. Доволі сильно розпорошивши сили по дорозі, натовп дістався до Константинополя, де був привітно зустрінутий імператором Алексієм І.
Візантійський імператор намагався втримати селян від подальшого походу і зачекати лицарів, але, щоб уникнути грабунків, що почалися, наказав переправити ополченців через протоку. У першій же сутичці на шляху до Нікеї добре озброєне турецьке військо під командуванням Килич-Арслана I майже вщент розбило ополченців. Залишки — близько тисячі чоловік разом із Петром Пустельником втекли до Босфору і були переправлені у Константинополь.